# راشد (اسم)
راشد هو اسم علم مذكر من أصل عربي، ومعناه هو على صيغة اسم المستقيم العاقل، من الرشد وهو الاستقامة على طريق الحق، ويذكر أيضاً أنه البالغ سن الرُشد .

## شخصيات تحمل الاسم
- راشد عثمان  الازهري بطل ثوره بنى شقران 1914  ( الشيخ عثمان  الراشدي 1874_ )
- راشد الحوطي (لاعب كرة قدم بحريني، 24 ديسمبر 1989[3] – )
- راشد الغنوشي (سياسي من تونس، 22 يونيو 1941[4] – )
- راشد المقرن (لاعب كرة قدم سعودي، 11 يوليو 1977 – )
- راشد بن أحمد المعلا (نكم، 1930 – 2 يناير 2009)
- راشد بن سعيد آل مكتوم (سياسي إماراتي، 1912[5][6] – 7 أكتوبر 1990[7])
- راشد بن محمد آل مكتوم (12 نوفمبر 1981 – 19 سبتمبر 2015)
- راشد حسن (لاعب كرة قدم إماراتي، 17 نوفمبر 1991[8] – )
- راشد سنييف (عالم فلك روسي، 1 مارس 1943[9] – )
- راشد عبد الرحمن (لاعب كرة قدم إماراتي، 20 أكتوبر 1975[10] – )
- راشد عيسى (لاعب كرة قدم إماراتي، 24 أغسطس 1990[11] – )
- راشد الماجد (فنان سعودي، 27 يوليو 1969).
- راشد الفارس (فنان سعودي، 7 يونيو 1971).
- راشد بن محمد بن عساكر (مؤرخ سعودي).
- راشد بن جعيثن (شاعر سعودي).
- راشد الخضر (ملحن كويتي، 1956-7 يناير 1998م).

## وصلات خارجية
- موسوعة السلطان قابوس لأسماء العرب نسخة محفوظة 5 أبريل 2019 على موقع واي باك مشين.